# Sarothrura insularis
Sarothrura insularis é uma espécie de ave da família Sarothruridae.
É endémica de Madagáscar.
Os seus habitats naturais são: florestas subtropicais ou tropicais húmidas de baixa altitude.